# 유리알
유리알은 한국에서 제작된 김은경 감독의 2004년 드라마 영화이다. 홍다미 등이 주연으로 출연하였다.

## 출연

### 주연
- 홍다미
- 허혜리
- 동준

## 제작진
- 프로듀서: 최선희
- 조명: 강을
- 녹음: 정군
- 미술: 강지선
- 미술: 최선정